# 광주향교 (경기도)
광주향교(廣州鄕校)는 대한민국 경기도 하남시 교산동에 있는 조선시대의 향교이다. 1983년 9월 19일 경기도의 문화재자료 제13호로 지정되었다.
경기 지역에서 평지에 세운 유일한 향교이며 동재와 서재, 동무와 서무를 모두 갖춘 큰 규모의 향교이다.
본래 경기도 광주군 동부읍에 있던 향교였으나 1989년 이 지역이 현재의 하남시로 승격되어 광주군에서 분리되어서 하남시 관할에 있다.

## 개요
향교는 조선시대 국가에서 설립한 지방 교육기관으로 중·고등학교 수준의 교육을 담당하였다. 양민 이상이면 향교에 입학할 수 있었고, 시나 문장을 짓는 사장학과 유교의 경전 및 역사를 공부하는 경학이 주요 교육내용이었다. 또한 향교에서는 교육뿐만 아니라 중국과 조선의 성현에게 제사하였다. 고을의 크기에 따라서 향교의 정원을 조정하였는데 대체로 군에는 50명, 면에는 30명의 학생을 수용하도록 하였다. 그리고 토지를 지급하고 그에 따른 세금 수입으로 학교 운영 비용을 충당하게 하였다.
광주향교를 처음 지은 시기는 알 수 없으나, 조선 숙종 29년(1703년)에 옛 광주관아 서쪽 상여고개(향교고개)에 있던 것을 이곳으로 옮겨 세웠다고 한다.
가장 뒤쪽에 제사 공간인 대성전과 동무·서무가 있으며 그 앞으로 교육 공간인 명륜당과 동재·서재가 있어, 전학후묘의 전형적인 배치 형태를 갖추고 있다.
대성전은 앞면 3칸·옆면 4칸 규모로, 지붕은 옆면에서 볼 때 사람 인(人)자 모양인 맞배지붕이다. 지붕 처마를 받치기 위해 장식하여 만든 공포는 기둥 위에만 있는 주심포 양식이다. 안쪽에는 공자를 비롯한 중국과 우리나라 성현의 위패를 모시고 있다.
명륜당은 앞면 5칸·옆면 2칸 규모로, 지붕은 옆에서 볼 때 여덟 팔(八)자 모양인 팔작지붕이다. 명륜당은 학생들이 모여 공부하는 강당이고, 동재·서재는 학생들의 기숙사이다.
다른 건물로는 내삼문·외삼문·수복실 등이 있다.
조선 시대에는 나라에서 토지와 노비 · 책 등을 지원받아 학생을 가르쳤으나, 지금은 교육 기능은 없어지고 제사 기능만 남아 있다. 경기 지역에서 평지에 세운 유일한 향교이며 동재와 서재, 동무와 서무를 모두 갖춘 큰 규모의 향교이다.
1989년 광주군 동부읍이 하남시로 분리되면서 광주군에서 하남시 관할로 변경되어서 현재는 광주시와 하남시 지역의 전통문화 교육과 사회공헌을 책임지고 있다.

## 참고 자료
- 광주향교 - 국가유산청 국가유산포털